# CAV Murcia 2005
CAV Murcia 2005 war ein spanischer Frauen-Volleyballverein aus Murcia, der in der spanischen Superliga spielte.

## Geschichte
Der Verein wurde 2005 als Grupo 2002 Murcia gegründet und spielte in der spanischen Superliga. Die Frauenmannschaft wurde 2007, 2008 und 2009 spanischer Meister. Hinzu kamen spanische Pokalsiege 2007, 2008, 2009, 2010 und 2011. Auch in Europa war CAV Murcia 2005 erfolgreich und wurde 2007 Sieger im Top Teams Cup. 2011 wurde der Verein wegen finanzieller Schwierigkeiten aufgelöst.

## Bekannte Spielerinnen
- Ljubow Wladimirowna Sokolowa-Schaschkowa
- Regla Bell
- Ana Ibis Fernández
- Ingrid Visser †
- Jaqueline Carvalho
- Hélia Souza
- Walewska Oliveira
- Fernanda Venturini
- Diana Castaño
- Mira Topić
- Małgorzata Glinka
- Agata Mróz-Olszewska †
- Frauke Dirickx